# André Moritz
André Moritz (Florianópolis, 6 augustus 1986) is een voetballer van Braziliaanse en Italiaanse afkomst die bij voorkeur als middenvelder speelt. Hij tekende in februari 2022 een contract voor een jaar bij het Singaporese Hougang United.

## Statistieken
| seizoen     | club               | land                | competitie                    | wed. | goals |
| ----------- | ------------------ | ------------------- | ----------------------------- | ---- | ----- |
| 2001        | Avaí FC            | Vlag van Brazilië   | Campeonato Brasileiro Série A | 0    | 0     |
| 2005/06     | SC Internacional   | Vlag van Brazilië   | Campeonato Brasileiro Série A | 17   | 2     |
| 2006/07     | Fluminense FC      | Vlag van Brazilië   | Campeonato Brasileiro Série A | 4    | 0     |
| 2008/09     | Kasımpaşa SK       | Vlag van Turkije    | Süper Lig                     | 31   | 5     |
| 2009/10     | Kasımpaşa SK       | Vlag van Turkije    | Süper Lig                     | 22   | 9     |
| 2010/11     | Kayserispor        | Vlag van Turkije    | Süper Lig                     | 21   | 2     |
| 2011/12     | Mersin Idman Yurdu | Vlag van Turkije    | Süper Lig                     | 32   | 4     |
| 2012/13     | Crystal Palace     | Vlag van Engeland   | Championship                  | 27   | 5     |
| 2013/14     | Bolton Wanderers   | Vlag van Engeland   | Championship                  | 23   | 7     |
| 2014/15     | Pohang Steelers    | Vlag van Zuid-Korea | K League                      | 11   | 0     |
| 2014/15     | → Mumbai City      | Vlag van India      | Indian Super League           | 9    | 3     |
| 2015/16     | → Mumbai City      | Vlag van India      | Indian Super League           | 0    | 0     |
| Bijgewerkt: | 26 juli 2015       |                     | Totaal                        | ...  | ...   |

## Erelijst
- Fluminense FC
  - Copa do Brasil: 1 (2007)